# USS Wright (CVL-49)
La USS Wright (CVL-49) è stata una portaerei leggera appartenente alla Classe Saipan che ha servito la Marina degli Stati Uniti. In seguito venne riconvertita a nave da comando con il nome di CC-2. Fu chiamata in onore dei fratelli Wright.